# Marge (goederen)
Met marge-goederen wordt in de Nederlandse handel bedoeld dat een ondernemer of bedrijf de btw van bepaalde in te kopen goederen bij de belastingdienst niet kan terugvorderen. Typische marge-goederen zijn: kunst, antiek of auto's. In de autohandel heeft men het dan over een marge-auto. Alleen over de winstmarge kan btw worden verrekend.
Bij aanschaf/inkoop van goederen - dus ook auto's - wordt door iedereen altijd een bepaald percentage aan btw betaald. Bedrijven mogen deze betaalde btw verrekenen met de btw die zij moeten afdragen. De zo genoemde aftrek van voorbelasting. 

Koopt een ondernemer echter een auto van een particulier dan kan de btw niet meer worden teruggevorderd. Btw kan door een particulier nu eenmaal niet apart in rekening worden gebracht aan een ondernemer. Als een ondernemer/bedrijf marge-goederen doorverkoopt dan wordt er alleen btw verrekend over de winst omdat over de inkoopsprijs al eens btw betaald is. De term “marge” maakt de ondernemer hierop attent.
Zodoende zijn goederen van een particulier, automatisch marge-goederen.
Van de zogenaamde “btw-goederen” zoals de “btw-auto”, is de btw voor bedrijven wel verrekenbaar.

## Particulieren
Voor particulieren maakt het niet uit of een bepaald goed of voertuig onder de noemer “marge” te koop wordt aangeboden. Zij kunnen immers als eindconsument enkel btw terugvorderen onder bepaalde voorwaarden, bijvoorbeeld bij export van het goed. De prijs is voor hen dan ook altijd inclusief btw, dit wordt verplicht gesteld in het Burgerlijk Wetboek, artikel 193e.